# Didymocentrotus foveatus
Didymocentrotus foveatus is een keversoort uit de familie boktorren (Cerambycidae). De wetenschappelijke naam van de soort is voor het eerst geldig gepubliceerd in 1917 door Christopher Aurivillius. Aurivillius bracht de soort onder in een nieuw geslacht Didymocentrus; maar deze naam was reeds in 1905 gebruikt door Karl Kraepelin voor een geslacht van schorpioenen.
De soort werd door Eric Mjöberg ontdekt in Mount Tambourine, Queensland (Australië).